# Кераміка Хаджі

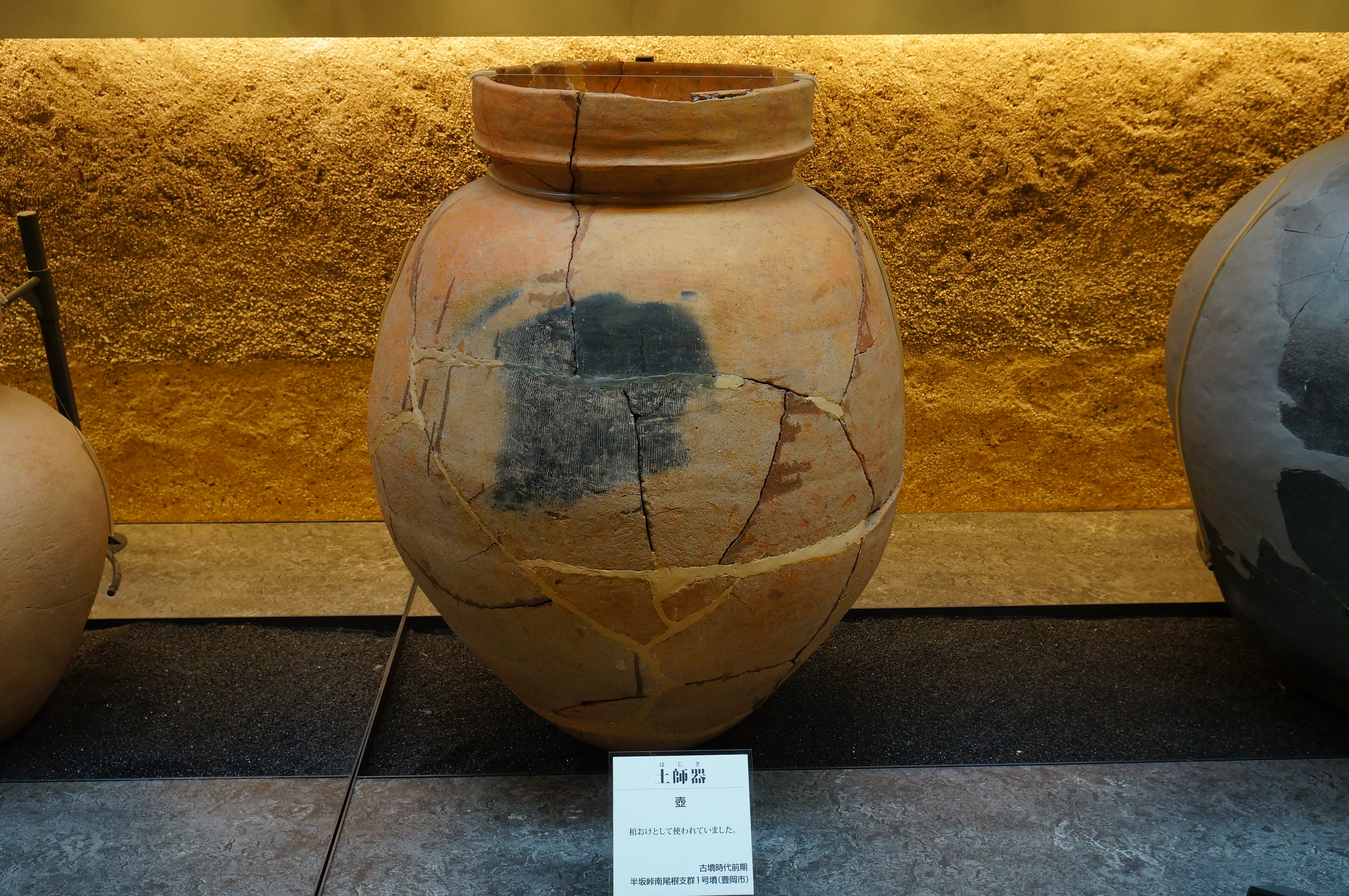
Великий глек періоду Хаджі

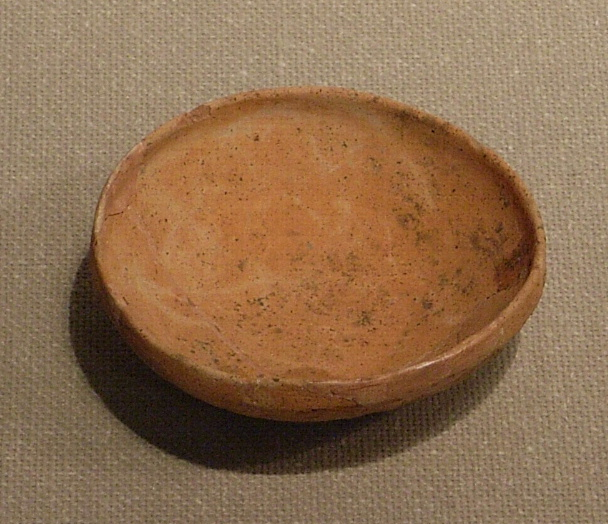
Тарілка Хаджі, місцевість Коріяма, Сендай, Міяґі

Кераміка Хаджі (土師器, Hajiki) тип простої неглазурованої, червоно-коричневої японської кераміки або глиняного посуду, який виготовляли впродовж історичних періодів Кофун, Нара і Хейан. Використовувався, як для щоденного ужитку так і для релігійних ритуалів. Багато зразків було знайдено в японських похованнях, де вони становлять частину основи датування археологічних розкопок.

## Історія
Глиняні вироби хаджі еволюціонували у 4 столітті н. е. (в період курганів ) з  кераміки Яйой. Багато оздоблені горщики Яйой були витіснені однотонними виробами без прикраси стиль. З часом форми почали стандартизуватися. Велика кількість простої кераміки була вироблена спеціальними гончарними майстернями, які розташовувались на території сучасних провінцій Ямато та Кавачі, і розповсюдилася звідти по всій західній Японії, а з часом досягнувши східних провінцій.  Зразки посуду Хаджі були знайдені у величезних гробницях японських імператорів. До кінця V століття кераміка Хаджі наслідувала форми посуду Сью.
Також у цей час виготовляли глиняні ритуальні статуетки Ханіва.
У період Нара посуд Хаджі часто виготовляли чорнодимлену кераміку. Даний спосіб характеризується тим, що ще не випалений виріб підпалювали і чорнили на диму, а потім випалювали в камерах із зменшеною кількістю кисню при низьких  температурах. Цей підстиль відомий як кокушоку-докі.
Епоха посуду Хаджі закінчилася з початком розвитку поливяного посуду та кераміки в пізній хейанський період.
Під час проведення підводного археологічного дослідження 2007 року поблизу містечка Одзіка, проведеного Азійським дослідницьким інститутом підводної археології, було виявлено зразки китайської кераміки та посуду Хаджі.

## Характеристика
Посуд хаджі - це зазвичай червоно-коричнева кераміка, виготовлена з глини, яку формували способом стрічкового наліплення шарів, а не за допомогою гончарного круга. Зовнішню та внутрішню поверхню, як правило, вигладжували гладким шматком дерева. Посуд випалювали при температурі нижче 1000 градусів Цельсію на відкритому вогні, але не в печах.
Велика частина посуду Хаджі не прикрашена та має широкі обідки. Однак ритуальні та похоронні предмети, ханіва, також виготовляли у вигляді будинків, човнів, тварин, жінок, мисливців, музикантів та воїнів, які часто розміщували всередині гробниць  Іноді ці предмети розміщували поза могилою, щоб охороняти її . Було також знайдено один горщик на археологічному об’єкті в Хачіоджі, Токіо, має кулясте тіло, відвернуту горловину, округлу основу, міцнуу трикутну ручку, пофарбовану в темно-сірий пігмент з одного боку та людське обличчя намальоване спереду.
1. ↑  L. Smith, V. Harris and T. Clark, Japanese art: masterpieces in (London, The British Museum Press, 1990) <https://www.britishmuseum.org/explore/highlights/highlight_objects/asia/h/haji_ware_standing_bowl_tazza.aspx [Архівовано 19 жовтня 2015 у Wayback Machine.]>.
2. ↑  “haji ware." Encyclopædia Britannica. 2008. Encyclopædia Britannica Online. 23 Mar. 2008 <http://www.britannica.com/eb/article-9038831>.
3. ↑  "Haji-Ware Bowl." Artfact. 1 2008. 23 Mar. 2008 <http://www.artfact.com/catalog/viewLot.cfm?lotCode=15VZH1B5>.

## зовнішні посилання
Вікісховище має мультимедійні дані за темою: Кераміка Хаджі</img>